# Reg E. Cathey
Reg E. Cathey (Huntsville (Alabama), 18 augustus 1958 – New York, 9 februari 2018) was een Amerikaans acteur.

## Biografie
Cathey werd geboren in Huntsville, maar bracht zijn kinderjaren grotendeels door in Duitsland. Hij heeft de high school doorlopen aan de J.O. Johnson High School in Huntsville.
Hij is vooral bekend als "Freddy" in de serie House of Cards.
Cathey overleed aan longkanker op 59-jarige leeftijd.

## Filmografie[3]

### Films
Uitgezonderd korte films.
- 2018 · Tyrel - als Reggie
- 2017 · Flock of Four - als Pope Dixon
- 2017 · The Immortal Life of Henrietta Lacks - als Zakariyya
- 2016 · Hands of Stone - als Don King
- 2015 · Nasty Baby - als The Bishop
- 2015 · Sweet Kandy - als Curtis Coleson
- 2015 · Fantastic Four - als Dr. Franklin Storm
- 2014 · St. Vincent - als Gus
- 2014 · Alex of Venice - als Walt
- 2014 · Two Men in Town - als supervisor Jones
- 2012 · The Normals – als Rodney
- 2012 · Arbitrage – als Earl Monroe
- 2011 · My Last Day Without You – als pastoor Johnson
- 2009 · Une aventure New-Yorkaise – als Marcus
- 2008 · Patsy – als Dr. Joshua
- 2008 · Aftermath: Population Zero – als verteller
- 2008 · 20 Years After – als Samuel
- 2006 · 508 Nelson – als Frank Harmon
- 2004 · The Cookout – als Frank Washington
- 2004 · Men Without Jobs – als Mr. Morgan
- 2004 · Everyday People – als Akbar
- 2004 · The Machinist – als Jones
- 2003 · S.W.A.T. – als Greg Velasquez
- 2003 · A Good Night to Die – als Avi
- 2003 · Head of State – als officier Waters
- 2001 · Pootie Tang – als Dirty Dee
- 2001 · Boycott – als E.D. Nixon
- 2000 · Homicide: The Movie – als Bernard Weeks
- 2000 · American Psycho – als Al
- 1997 · Ill Gotten Gains – als Nassor
- 1995 · Se7en – als lijkschouwer
- 1995 · Tyson – als advocaat Winston
- 1995 · Tank Girl – als Deetee
- 1995 · Napoleon – als kikker (stem)
- 1994 · The Hard Truth – als politieagent
- 1994 · Airheads – als Marcus
- 1994 · Clear and Present Danger – als sergeantmajoor
- 1994 · The Mask – als Freeze
- 1994 · Clean State – als politieagent
- 1993 · And the Band Played On – als dokter
- 1992 · Fool's Fire – als minister Gunther
- 1991 · What About Bob? – als Howie
- 1991 · Eyes of a Witness – als aanklager
- 1990 · Quick Change – als geluidstechnicus
- 1990  ·Loose Cannons – als Willie
- 1990 · Astonished – als Wayne
- 1989 · Born on the Fourth of July – als spreker in Syracuse
- 1989 · Penn & Teller Get Killed – als vriend van Fan
- 1988 · Ich und Er – als ober
- 1988 · Crossing Delancy – als taxichauffeur
- 1988 · Funny Farm – als verslaggever
- 1984 · A Doctor's Story – als Richie

### Televisieseries
Uitgezonderd eenmalige gastrollen.
- 2018 · Tangled: The Series - als kapitein Quaid (stem) - 2 afl.
- 2018 · Luke Cage - als James Lucas - 8 afl.
- 2016 · 2017 · Outcast - als chief Byron Giles - 20 afl.
- 2016 · Horace and Pete - als Harold - 2 afl.
- 2013 · 2016 · House of Cards - als Freddy - 15 afl.
- 2015  ·Neon Joe, Werewolf Hunter - als vader - 2 afl.
- 2014 · The Divide - als oom Bobby - 5 afl.
- 2014 · Banshee - als rechercheur Julius Bonner - 2 afl.
- 2008 · 2012 · Law & Order: Special Victims Unit – als Barry Querns / Victor Tybor – 4 afl.
- 2011 · Lights Out – als Barry K. Word – 12 afl.
- 2006 · 2008 The Wire – als Norman Wilson – 23 afl.
- 2000 · 2003 Oz – als Martin Querns – 8 afl.
- 2000 · The Corner – als Scalio – 6 afl.
- 1997 · 1998 · Arli$$ – als Alvin Epps – 3 afl.
- 1987 · 1992 · Square One Tv – als diverse – 24 afl.

- Biblioteca Nacional de España: XX5850008
- Bibliothèque nationale de France: cb12455687x (data)
- International Standard Name Identifier: 0000 0000 8180 1029
- Library of Congress Control Number: n97849028
- Nationale Bibliotheek van Israël: 987007332545405171
- Réseau des bibliothèques de Suisse occidentale: 02-A023196588
- Système universitaire de documentation: 194439208
- Virtual International Authority File: 183147095013225080695
- WorldCat: E39PBJrRfyGJxWKpHMCRRRkVYP